# Jüdischer Friedhof (Ledeč nad Sázavou)
Koordinaten: 49° 41′ 27,3″ N, 15° 16′ 25,3″ O

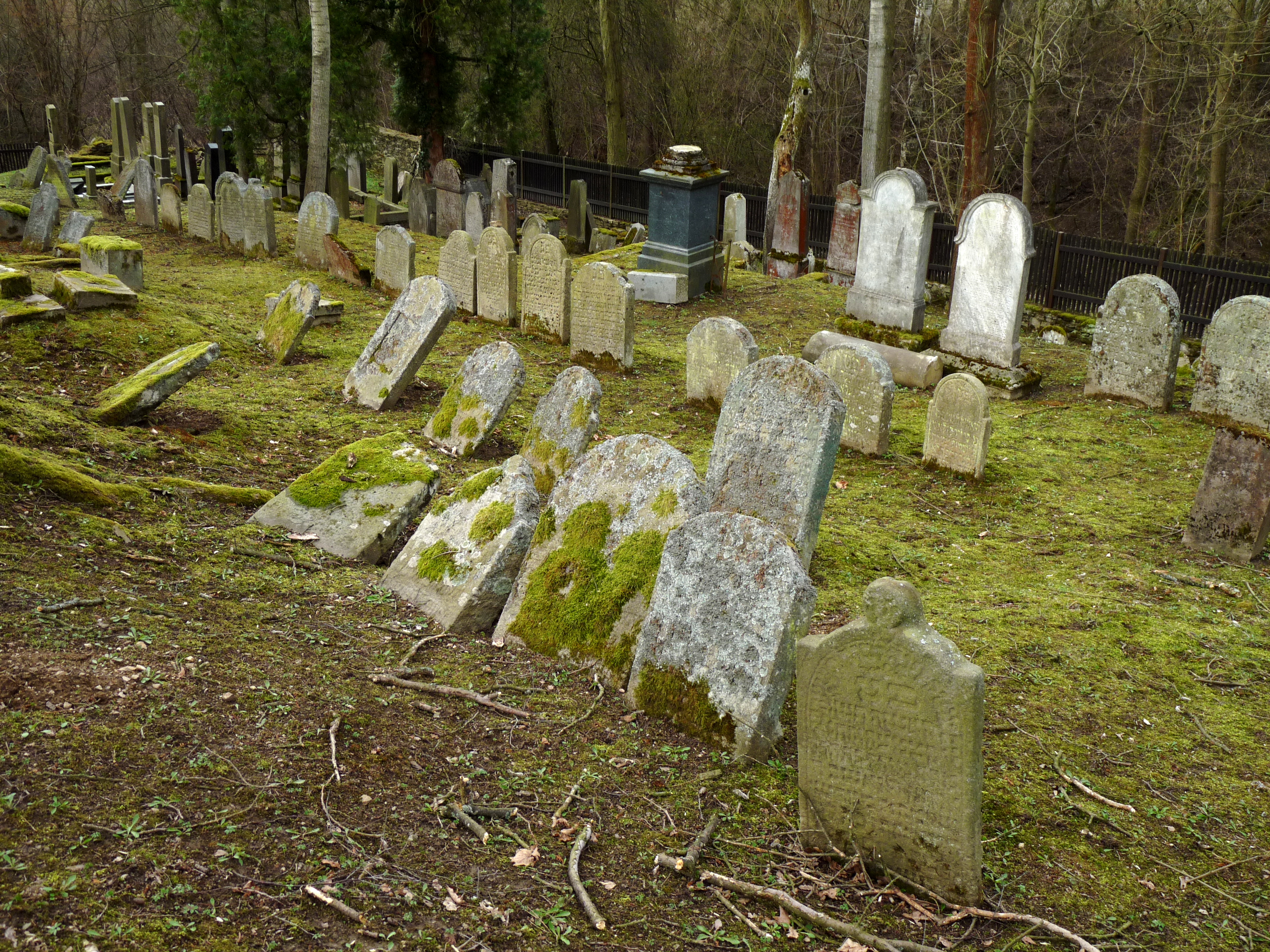
Jüdischer Friedhof in Ledeč nad Sázavou

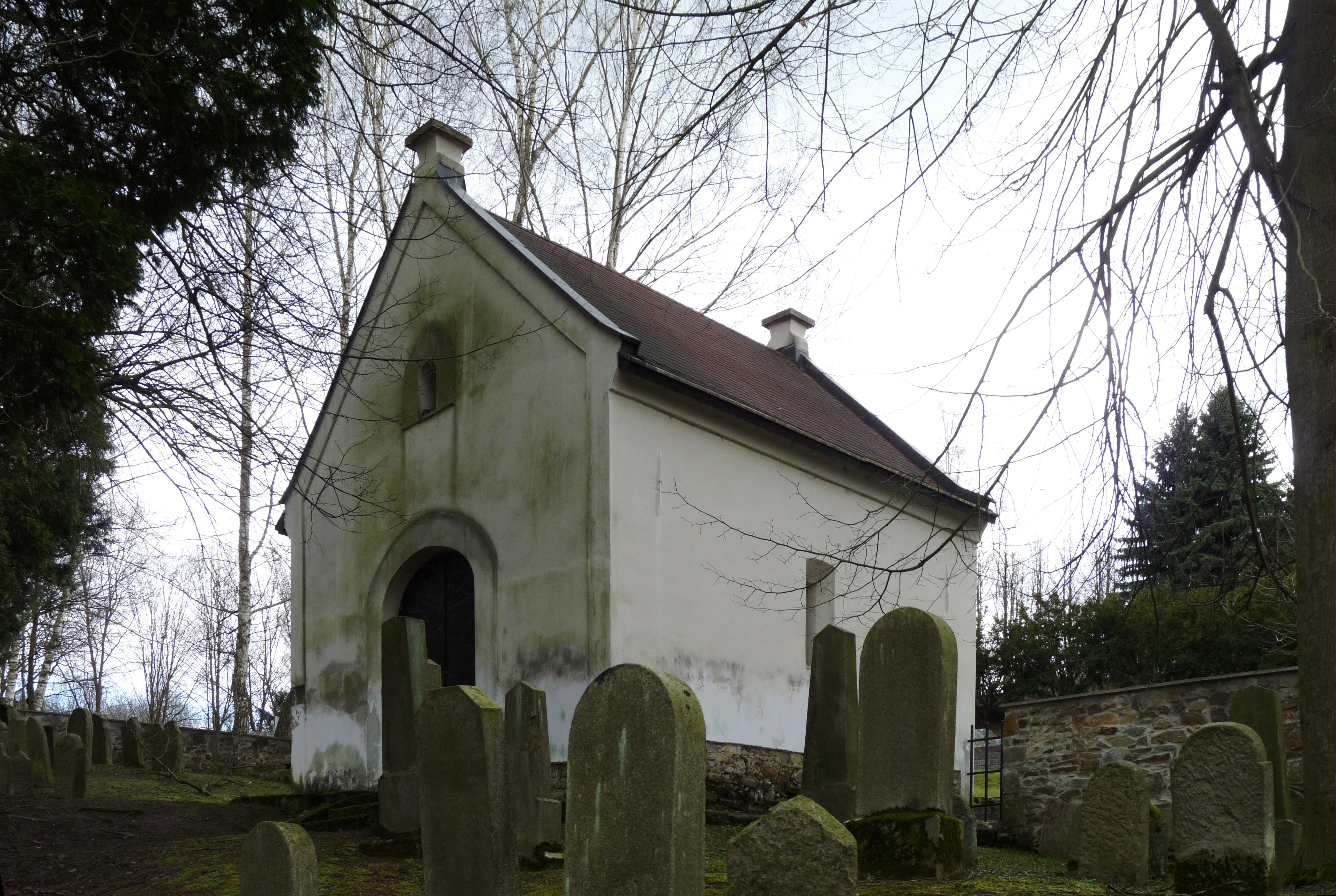
Taharahaus

Der Jüdische Friedhof in Ledeč nad Sázavou, einer Stadt in der Region Vysočina in Tschechien, wurde 1601 angelegt. Der jüdische Friedhof ist seit 1988 ein geschütztes Kulturdenkmal.
Auf dem Friedhof, der auch von den umliegenden jüdischen Gemeinden genutzt wurde, sind heute noch circa 1000 Grabsteine erhalten.